# Chen Qiufan
Chen Qiufan (xinès simplificat: 陈楸帆, pinyin: Chénq Qiūfān; Shantou 1981), també conegut com Stanley Chan, és un escriptor xinès i un dels autors de ciència-ficció més coneguts de la Xina.

## Biografia
Chen Qiufan va néixer el 30 de novembre de 1981 a Shantou, província de Guangdong a la Xina.. Es va graduar a la Universitat de Pequín en llengua i literatura xinesa, i una doble especialitat en edició i direcció de cinema i televisió a l'Acadèmia de les Arts. També va estudiar un postgrau en Comunicacions Integrades de Màrqueting (IMC) de la Universitat de Hong Kong/Universitat de Tsinghua,
Ha treballat en empreses tecnològiques com Gemdale Corporation (2004 - 2007) Baidu (2007- 2008 i 2013 - 2015) i a Google Xina (2008 - 2013) i Noitom Ltd empresa especialitzada en investigació i desenvolupament per cartografiar el cos humà, els seus moviments i la interacció amb l'entorn.
També a treballat com a director de màrqueting d'una start-up tecnològica.

#### Carrera literària
Des del 2004, ha publicat més de trenta històries a Science Fiction World, Esquire, Chutzpah! i altres revistes especialitzades en ciència-ficció.
El 2013 va escriure la seva primera novel·la The Waste Tide (荒潮) que va ser molt elogiada pel escriptor Liu Cixin un dels autors més destacats de ciència-ficció de la Xina.
En base a la seva formació tècnica ha desenvolupat una brillant carrera literària i darrerament seguint pautes com les de la X Prize Fondation i la Universitat Estatal d'Arizona ha combinat la ciència-ficció amb la innovació tecnològica.
Alguns crítics han comparat el seu estil amb el escriptor estatunidenc William Gibson i amb el moviment New Wave.
El 2 de setembre de 2022, va ser seleccionat com a nou membre de l'Associació d'Escriptors Xinesos.
Moltes de les obres han estat traduïdes a l'anglès per l 'escriptor Ken Liu.

## Obres destacades
•  "The Tomb", 坟 (2004)
•  "The Fish of Lijiang", 丽江的鱼儿们 (2006)
•  "The Year of the Rat", 鼠年 (2009)
•  "The Smog Society", 霾 (2010). Hi ha traducció al castellà.
•  "The Endless Farewell", 无尽的告别 (2011)
•  "The Mao Ghost", 猫的灵魂 (2012)
•  "The flower of Shazui", 沙嘴之花 (2012)
•  "The Animal Watcher" 动物观察者 (2012)
•  " A History of Future Illnesses", 未来病史 (2012) 
•  "Oil Of Angel", 天使之油 (2013)
•  "Huang Chao" 荒潮 (2013) Hi ha traducció al castellà.
•  "Balin", 巴鳞 (2015)
•  "Coming of the light", 开光 (2015, offline 2012)

#### Premis
Les seves obres han guanyat molts premis nacionals i estrangers, com:
- L'any 1997, la seva obra "Decoy" va guanyar el primer premi del Juvenile Verne Award (Premi Campus de Ciència Ficció),
- El 2006 va guanyar el premi Dragon Fantasy a Taiwan per la seva història "La història de la cova de Ningchuan" (甯川洞记), escrita en llengua clàssica.
- 2013, Premi internacional Xingyun de ciència-ficció en xinès (全球华语科幻星云奖)
- 2014, Premi anual d'or de ciència-ficció de Huadi (花地文学榜·年度类型文学（科幻小说）”金奖),
- El novembre de 2018, va guanyar el Premi Nebula pel seu conte "L'Associació dels Monstres" (怪物同学会).[7]
- El 2018, va publicar una col·lecció de sis contes titulada "The Algorithms for Life" (人生算法) que va guanyar el Galaxy Award (银河奖) el 2019 i el Gravity Award el 2020.[7] i va ser "1 of the 5 Future Writer Award by Creative Writing Study Center of East China Normal University"[8]
- 2021: 拓扑变换 (Topological Transformation): 10 Best Short Story Award of Fiction World.[8]
- 2022: 获第四届茅盾新人奖 v a rebre el "4th Maodun Emerging Author Award"[8]